# Angelina Burdett
Angelina Burdett es una variedad cultivar de ciruelo (Prunus domestica), de las denominadas ciruelas europeas.
Una variedad de ciruela criada por el Sr. Henry Dowling de Woolston, Southampton Inglaterra (Reino Unido alrededor de 1850, de parentales desconocidos. Las frutas tienen un tamaño medio a grande, color de piel morado casi negro uniforme o ligeramente rojizo, no deja ver nada del fondo, punteado abundante, grande, ruginoso/"russetting" y como hundido, y pulpa de color amarillo ámbar claro o ligeramente verdoso, transparente, teñida de rojo bajo la piel, textura medio firme, muy jugosa, y sabor extraordinariamente dulce, con ligero aroma a albaricoque.

## Historia
'Angelina Burdett' variedad de ciruela criada por el Sr. Henry Dowling de Woolston, Southampton Inglaterra (Reino Unido alrededor de 1850. Fue descrito por primera vez en 1853.
La variedad 'Angelina Burdett' ha sido descrita en : 1. Gard. Chron. 13:600. 1853. 2. Mas Le Verger 6:37. 1866-73. 3. Gaucher Pom. Prak. Obst. 91. 1894.
'Angelina Burdett' está cultivada en diversos bancos de germoplasma de cultivos vivos, tales como en National Fruit Collection (Colección Nacional de Fruta) de Reino Unido con el número de accesión: 1927-035 y Nombre Accesión : Angelina Burdett. Fue introducida en el "Probatorio Nacional de Fruta" para evaluar sus características en 1927.
'Angelina Burdett' está cultivada en el Banco de germoplasma de cultivos vivos de la Estación experimental Aula Dei de Zaragoza. Está considerada incluida en las variedades locales autóctonas muy antiguas, cuyo cultivo se centraba en comarcas muy definidas, que se caracterizan por su buena adaptación a sus ecosistemas, y podrían tener interés genético en virtud de su características organolepticas y resistencia a enfermedades, con vista a mejorar a otras variedades.

## Características
'Angelina Burdett' árbol de porte extenso, moderadamente vigoroso, erguido, sus hojas de la planta leñosa son caducas, de color verde, forma elíptica, sin pelos presentes, tienen dientes finos en el margen. Flor blanca, que tiene un tiempo de floración que comienza a partir del 9 de abril con el 10% de floración, para el 14 de abril tiene una floración completa (80%), y para el 26 de abril tiene un 90% de caída de pétalos.
'Angelina Burdett' tiene una talla de tamaño medio a grande de forma semi globosa con tendencia a trapezoidal, con depresión bastante marcada en la zona ventral, ligeramente asimétrica, un lado algo más desarrollado, sutura poco perceptible de no ser por su situación y estar muy recubierta de pruina, en depresión mediana en toda su extensión, hundida junto a cavidad peduncular y a veces también en el polo pistilar, con peso promedio de 35.20 g; epidermis tiene una piel recia, con abundante pruina abundantemente recubierta de pruina azulada, sin pubescencia, siendo su piel de color morado casi negro uniforme
o ligeramente rojizo, no deja ver nada del fondo, punteado abundante, grande, ruginoso/"russetting" y como hundido; pedúnculo de longitud y espesor medianos, con una longitud promedio de 14.49 mm, no se aprecia pubescencia, con la cavidad del pedúnculo amplia, casi superficial, medianamente rebajada en la sutura y sin rebajar en el lado opuesto; pulpa de color amarillo ámbar claro o ligeramente verdoso, transparente, teñida de rojo bajo la piel, textura medio firme, muy jugosa, y sabor extraordinariamente dulce, con ligero aroma a albaricoque.
Hueso semi libre, con ligera adherencia en zonas ventral y dorsal, tamaño mediano, elíptico alargado, semi globoso. Parte de la cresta ventral sobresaliente, surcos generalmente poco acusados, superficie arenosa.
Su tiempo de recogida de cosecha se inicia en su maduración en la primera decena de agosto.

## Usos
Se usa comúnmente como postre fresco de mesa buena ciruela de postre de fines de verano.
También se usa por su alto contenido de azúcar lo convierte en una excelente opción para enlatar y secar.